# Rainer Werner Fassbinder
Rainer Werner Fassbinder (Bad Wörishofen, 1945. május 31. – München, 1982. június 10.) német filmrendező, producer, színműíró, az anti-színház (Antitheater) megalapítója.
Fassbinder tudott ilyen filmeket csinálni: minden rettenetesen kínos és gusztustalan bennük, a hős undorító, kínos nézni is, na de micsoda fájdalmakat él át?! Kívülről hájas, undorító féreg, de ha belemegyünk az agyába… Úgy forgolódik, mint forró platnin az odadobott állat… Rettenet, hogy mi zajlik belül az emberben, amiből kívül semmi nem látszik. Dosztojevszkij is ezt csinálja: az emberben zajló rettenetet mutatja meg, amiből semmi nem látszik.

## Élete és munkássága
Édesapja orvos, édesanyja fordító (Liselotte Eder). A szülők válása után édesanyjánál nőtt fel, testvérei nem voltak. 16 évesen abbahagyta a gimnáziumot (St. Anna Gimnázium, Augsburg) és apjához költözött Kölnbe.
Korán kezdett érdeklődni a filmek iránt. Kétéves magánoktatás után nem sikerült letennie az állami színészvizsgát és a felvételije sem sikerült az akkor újonnan alapított berlini Film és Televízió Akadémiára (Deutsche Film- und Fernsehakademie Berlin).
1965 és 1967 között rendezte első rövidfilmjeit Der Stadtstreicher (A város kóbora) és Das Kleine Chaos (Kis zűrzavar) címmel. 1967-ben rendezőként és társulati tagként felvették az action-theaterbe. Emellett több szabad színtársulattal együtt dolgozott, amiből később a híres Antiteater (antiszínház) fejlődött ki. Ennek a társulatnak írta 1968 és 1971 között színdarabjai többségét.
Jean-Luc Godard, a Nouvelle Vague, amerikai krimik és legfőképpen Douglas Sirk melodrámáinak hatása alatt kezdte el a csoport az első filmek forgatását. Így készült el a krimi Liebe ist kälter als der Tod (A szerelem hidegebb a halálnál, 1969) és ugyanabban az évben a Katzelmacher (A vendégmunkás, más fordításban: A digó). A csoport ezután intenzíven kezdett foglalkozni a filmezéssel, aminek következtében 1969 és 1971 között a színdarabok mellett számtalan alternatív film is elkészült.
1970 és 1972 között a homoszexuális Fassbinder a színésznő és énekes Ingrid Cavennel élt házasságban, akinek több sanzon-szöveget is írt. Fassbinder homoszexualitását nyíltan vállalta, filmjeiben gyakori szereplők a homoszexuálisok, mint ahogy más, a társadalom peremére szorult emberek is. A házassága mellett folyamatosan voltak kapcsolatai férfiakkal, például a marokkói színésszel, El Hedi ben Salem-mel. Ennek ellenére haláláig szoros kapcsolatban volt Ingrid Cavennel, aki a producer és zeneszerző Peer Raben mellett a szorosabb "Fassbinder-csoportot" alkotta.
1971 és 1974 között filmjei, mint a Die bitteren Tränen der Petra von Kant (Petra von Kant keserű könnyei, 1972), Angst essen Seele auf (A félelem megeszi a lelket, 1973), Faustrecht der Freiheit (A szabadság ököljoga, 1974), valamint színházi rendezései Bochumban és Frankfurtban nemzetközi sikereket értek el, alkotásai ekkor érték el a nyilvános figyelem tetőfokát.
1972-től Fassbinder folyamatosan továbbfejlesztette filmjeinek stílusát. A filmek nagyobbak és professzionálisabbak lettek. 1978-ban angol nyelven forgatta a Despair – Eine Reise ins Licht (Despair – Utazás a fénybe) c. filmet. A forgatókönyvet Tom Stoppard brit drámaíró írta Vladimir Nabokov regénye alapján. Ez a legnagyobb költségvetésű filmje. A film nagy színészekkel készült (például Dirk Bogarde játszotta a főszerepet), de a moziban nem aratott nagy sikert.
A kritikusok mindig elismerően írtak a filmjeiről. Az 1974-es cannes-i filmfesztiválon az Angst essen Seele auf (A félelem megeszi a lelket) FIPRESCI-díjat kapott. 1979-ben a Die Ehe der Maria Braun (Mária Braun házassága) című filmjét Ezüst Medvével díjazták a Berlinalén, és utolsó előtti filmje, a Die Sehnsucht der Veronika Voss (Veronika Voss vágyakozása, 1981) nagy nyilvános sikert aratott: a Berlinalén elnyerte az Arany Medvét. A filmek mellett Fassbinder a színházban is aktív maradt. 1972 és 1973 között a bochumi színházban (Schauschpielhaus) rendezett, melyet a frankfurti Theater am Turm (TAT) követett.
Fassbinder a 70-es évek végén fontos női karaktereket filmesített meg, melyek beírták magukat a filmtörténetbe: Die Ehe der Maria Braun (Maria Braun házassága, 1978) és Lili Marleen (1980), a főszerepben Hanna Schygullával vagy Lola (1981, Barbara Sukowa). A színésznők ezen filmeken keresztül világhíresek lettek és később Fassbindertől függetlenül is folytatni tudták a karrierjüket.
Televíziós sorozata, a Berlin, Alexanderplatz, mely Alfred Döblin regénye nyomán készült szintén óriási sikert aratott. A 15½-órás sorozatot nemrégen felújították és máig rendszeresen mutatják be marathon filmként filmfesztiválokon vagy Fassbinder retrospektív rendezvényeken. Fassbinder híres volt munkatempójáról (volt olyan év, hogy 7 filmet rendezett). Azt tervezte, hogy életműve több filmmel rendelkezzen, mint ahány évet élt (a célt elérte, 37 évet élt és 43 filmet forgatott).
Fassbinder 1982. június 10-én, utolsó filmjének (Querelle, 1982) vágása közben, 37 évesen halt meg Münchenben kokain és altatószerek túladagolása következtében. A különböző elbeszélések alapján felmerülő öngyilkosság soha nem bizonyosodott be, habár köztudott, hogy alkohol- és drogfüggősége életének utolsó hónapjaiban súlyosbodott. A münchen-bogenhauseni St. Georg temetőben temették el (a sír száma: 1-4-2)
Édesanyja, Liselotte Eder alapította a Rainer Werner Fassbinder Foundationt (RWFF), mely Fassbinder örökségét kezeli és melynek az igazgatását Fassbinder vágója, Juliane Lorenz végzi. Az alapítvány tulajdonában van Fassbinder minden alkotásának a joga.

## Filmek
- This Night (1966)
- A város kóbora (Der Stadtstreicher) (1966)
- Kis zűrzavar (Das kleine Chaos) (1967)
- A szerelem hidegebb a halálnál (Liebe ist kälter als der Tod) (1969)
- A vendégmunkás, más fordításban: A digó (Katzelmacher) (1969) – e filmjéért megkapta a Gerhart Hauptmann-díjat
- A dögvész istenei (Götter der Pest) (1969)
- Miért lett R. úr ámokfutó? (Warum läuft Herr R. Amok?) (1969)
- (Rio das Mortes) (1970)
- Das Kaffeehaus (1970)
- Whity (1970)
- (Die Niklashauser Fahrt) (1970)
- Az amerikai katona (Der amerikanische Soldat) (1970)
- Óvakodj a szent kurvától (Warnung vor einer heiligen Nutte) (1970)
- (Pioniere in Ingolstadt) (1970)
- A zöldségkereskedő (Händler der vier Jahreszeiten) (1971)
- Petra von Kant keserű könnyei (Die bitteren Tränen der Petra von Kant) (1972)
- Forgó (Wildwechsel) (1972)
- (Acht Stunden sind kein Tag) (1972)
- (Bremer Freiheit) (1972)
- Welt am Draht (1973) – legendás sci-fi film egy számítógép-szimulációs világról
- Nora Helmer (1973)
- Martha (1973)
- A félelem megeszi a lelket (Angst essen Seele auf) (1973)
- Effi Briest (Fontane Effi Briest) (1974)
- A szabadság ököljoga (Faustrecht der Freiheit) (1974)
- (Wie ein Vogel auf dem Draht) (1974)
- Küsters mama az égbe megy (Mutter Küsters' Fahrt zum Himmel) (1975)
- (Angst vor der Angst) (1975)
- Csak azt akarom, hogy szeressetek engem (Ich will doch nur, dass ihr mich liebt) (1975)
- Sátánfajzat (Satansbraten) (1976)
- Kínai rulett (Chinesisches Roulette) (1976)
- Bolwieser (1976)
- (Frauen in New York) (1977)
- Despair – Utazás a fénybe (Despair – Eine Reise ins Licht) (1977)
- Németország ősszel (Deutschland im Herbst) (1977)
- Maria Braun házassága (Die Ehe der Maria Braun) (1978)
- Amikor 13 újhold van egy évben (In einem Jahr mit 13 Monden) (1978)
- A harmadik generáció (Die dritte Generation) (1979)
- Berlin, Alexanderplatz (1980)
- Lili Marleen (1981)
- Lola (1981)
- Theater in Trance (1981)
- Veronika Voss vágyakozása (Die Sehnsucht der Veronika Voss) (1981)
- Querelle (1982)

## Színdarabok
- (Anarchie in Bayern)
- A szenny, a város és a halál (Der Müll, die Stadt und der Tod)
- Vízcseppek a forró kövön (Tropfen auf heiße Steine)

## Rádiós hangjátékok
- (Ganz in weiß)
- (Keiner ist böse und keiner ist gut)

## Magyarul
- Írások, beszélgetések; szerk., filmográfia, jegyz. Zalán Vince, ford. Györffy Miklós, Orosz Magdolna; Osiris, Bp., 1996 (Osiris könyvtár. Film)

## Fassbinder emlékezete
- Az Enfant Terrible című film Fassbinder életéről szól.